# Maavaidhoo
Maavaidhoo (en dhivehi: މާވައިދޫ) es una de las islas habitadas de la división administrativa del atolón Haa Dhaalu y geográficamente parte del atolón Thiladhummathi en el norte de las Maldivas. La isla fue severamente dañada por el gran ciclón de 1821 que afectó a los atolones del norte de las Maldivas.